# 富山市芸術文化ホール
富山市芸術文化ホール（とやましげいじゅつぶんかホール、英: AUBADE HALL）は、富山県富山市牛島町にあるホール。通称はオーバード・ホール。「セレナーデ」（serenade）が「小夜曲」なのに対して、「オーバード」はフランス語で「朝の歌」「夜明けの音楽」の意味。

## 概要
富山駅周辺の再開発の一環で1990年1月1日までに計画がまとめられ、1991年10月18日に牛島地区に建設が決定。1994年3月22日に正式名称が『富山芸術文化ホール』に決定し、同年5月20日に着工し、1995年10月30日に通称が『オーバード・ホール』に決定。1996年6月28日に本体工事が完工し、隣接（内部で接続）するアーバンプレイスとともに1996年9月22日に杮（こけら）落としがなされた。
当時、老朽化が進行していた富山市公会堂の後継施設である。4層5階、総客席数2,196席の規模は、北陸地方はもとより本州の日本海側で最大級のホールである。コンサートや演劇、学会などに幅広く利用されており、優良ホール100選に選ばれている。客席は1,650席から2,196席まで3タイプに可変する。また、観客より見える主舞台の左右、奥にも舞台があり、上手舞台（客席から見て右側）が狭い総面積約2000平方メートルの「3面半舞台」と呼ばれる舞台が最大の特長である。この舞台セットの下手舞台（客席から見て左側）と奥の舞台は可動式で、高さも最大で27メートルあり、大きな舞台セットをそのまま素早く転換できるなど、幅広い演出に対応できる。なお全国で8施設のホールが加盟する「多面・大規模舞台劇場協議会」加盟施設である。
その他、250インチスクリーンのハイビジョン映像・サラウンド音響システムを備えた、客席数66席の（車椅子席2席を含む）「ハイビジョンシアター」を併せもつ。
2012年5月に音響・照明・舞台設備の改修工事を行い、リニューアルオープンをしている。また、2023年7月1日には、地上4階地下1階の鉄筋コンクリート造り一部鉄骨鉄筋コンクリート造り、可動式客席652席を有する中ホールが開館した。2025年11月から2027年9月頃まで再度長期休館予定。
ホール内での携帯電話等の通信機器使用を制御するため、ホール内に通信機能抑止装置を採用している。

## 交通
- JR西日本・あいの風とやま鉄道富山駅北口、富山ライトレール富山駅北停留場下車正面 徒歩1分。
- 富山地方鉄道電鉄富山駅下車徒歩5分。

## 周辺の主な施設・店舗
- アーバンプレイス
  - 北陸電力エネルギー科学館ワンダーラボ（2023年2月26日閉館[11]）
- 富山市総合体育館
- 富岩運河環水公園
- マリエとやま
- 富山ステーションフロントCiC